# شیموگیو، کیوتو
شیموگیو (به لاتین: Shimogyō-ku) یک منطقهٔ مسکونی در ژاپن است که در کیوتو واقع شده‌است. شیموگیو ۶٫۷۸ کیلومتر مربع مساحت و ۸۲٬۶۶۸ نفر جمعیت دارد.